# Dia Gran de Jujuy
El Dia Gran de Jujuy o combat de León fou la batalla portada a terme el 27 d'abril de 1821 pels habitants de la província de Jujuy a l'actual República Argentina degut a un intent d'invasió per part de tropes "reialistes" (fidels al rei d'Espanya), pocs anys després de la independència de l'Argentina.

## Antecedents
Durant la declaració de la independència el 9 de juliol de 1816 la majoria de les Províncies de l'antic Virregnat del Riu de la Plata prenen el nom de Províncies Unides de Sud-amèrica encara que es va mantenir també el de Províncies Unides del Riu de la Plata.
En els anys anteriors s'havien produït gran nombre d'enfrontaments entre "patriotes" argentins i "reialistes"; en aquell moment (1821), la província estava embolicada en conflictes interns, situació que els reialistes van aprofitar per atacar el nord. Les tropes invasores al comandament del brigadier Pedro Antonio de Olañeta, entraren al territori argentí per la Quebrada de Humahuaca.

## Batalla
L'avantguarda reialista, sota el comandament del coronel Guillermo Marquiegui, arribà a la ciutat de San Salvador de Jujuy, però només s'hi estigué tres dies, ja que l'oberta hostilitat dels habitants els va fer témer ser envoltats. Acamparen al marge del riu Yala, en espera d'Olañeta i els seus homes. A causa de la indecisió del govern de Salta d'enviar-hi més tropes, els patriotes jugenys van decidir per iniciativa pròpia reunir les seves forces, constituïdes per sis-cents homes, i el coronel José Ignacio Gorriti en fou designat el cap.
Durant la matinada del 27 d'abril van caure per sorpresa sobre l'enemic. Una hora d'aferrissat combat va donar com a resultat la victòria a les tropes jugenyes. Olañeta, assabentat d'aquest desastre, va intentar una contraofensiva, però Gorriti l'ordenà de retirar-se sota l'amenaça formal d'afusellar els caps i oficials presoners.